# Lista wulkanów w Boliwii
Poniższa lista zawiera aktywne, drzemiące oraz wygasłe wulkany w Boliwii.

## Wulkany
| Nazwa                    | Wysokość (m n.p.m.) | Współrzędne geograficzne                    | Ostatnia erupcja (rok/okres) |
| ------------------------ | ------------------- | ------------------------------------------- | ---------------------------- |
| Acotango                 | 6052                | 18°22,2′S 69°03,0′W/-18,370000 -69,050000   | Holocen                      |
| Anallajsi                | 5750                | 18°06′18″S 68°52′48″W/-18,105000 -68,880000 | Holocen                      |
| Cerro Capurata           | 5990                | 18°24′54″S 69°02′46″W/-18,415000 -69,046000 | –                            |
| Cerro Columa             | 3876                | 18°30,0′S 68°04,2′W/-18,500000 -68,070000   | –                            |
| Escala                   | 4000                | 21°36,0′S 66°52,8′W/-21,600000 -66,880000   | Holocen                      |
| Guayaques                | 5598                | 22°53′42″S 67°33′58″W/-22,895000 -67,566000 | 8 tys. lat p.n.e.            |
| Irruputuncu              | 5163                | 20°43,8′N 68°33,0′W/20,730000 -68,550000    | 1995                         |
| Jitiri                   | 5031                | 18°13′29″S 68°47′01″W/-18,224722 -68,783611 | –                            |
| Licancabur               | 5916                | 22°49,8′S 67°52,8′W/-22,830000 -67,880000   | –                            |
| Cerro Minchincha         | 5305                | 20°55,8′S 68°31,2′W/-20,930000 -68,520000   | 1867                         |
| Nuevo Mundo              | 5438                | 19°46,8′N 66°28,8′W/19,780000 -66,480000    | –                            |
| Olca                     | 5321                | 20°55,8′S 68°28,8′W/-20,930000 -68,480000   | 1867                         |
| Macizo de Pacuni         | 5400                | 18°19,2′S 68°48,0′W/-18,320000 -68,800000   | –                            |
| Pampa Luxsar             | 5543                | 20°51,0′S 68°12,0′W/-20,850000 -68,200000   | Holocen                      |
| Parinacota               | 6348                | 18°10,2′S 69°09,0′W/-18,170000 -69,150000   | 290 r. ±300                  |
| Paruma                   | 5407                | 20°55,8′S 68°28,8′W/-20,930000 -68,480000   | 1867                         |
| Patilla Pata             | 5300                | 18°03,0′S 69°01,8′W/-18,050000 -69,030000   | –                            |
| Pomerape                 | 6282                | 18°07,2′S 69°07,8′W/-18,120000 -69,130000   | 290 r. ±300                  |
| Sacabaya                 | 4215                | 18°37,2′S 68°45,0′W/-18,620000 -68,750000   | –                            |
| Sairecabur               | 4215                | 22°43,2′S 67°53,4′W/-22,720000 -67,890000   | –                            |
| Sajama                   | 6542                | 18°03,6′S 68°32,4′W/-18,060000 -68,540000   | –                            |
| Tata Sabaya              | 5430                | 19°07,8′S 68°31,8′W/-19,130000 -68,530000   | –                            |
| Uturuncu                 | 6008                | 22°16,2′S 67°10,8′W/-22,270000 -67,180000   | –                            |
| Cerro Zapaleri, Zapaleri | 5653                | 22°48′57″S 67°10′48″W/-22,815833 -67,180000 | –                            |